# Кіт Олсен
Кіт Олсен (12 травня 1945 — 9 березня 2020) — американський продюсер і звукорежисер. За свою продюсерську діяльність взяв участь у випуску понад 250 альбомів, включно з альбомами таких виконавців, як Рік Спрингфілд, Еліс Купер, Santana, Scorpions, Whitesnake, Kingdom Come, Оззі Осборн, The Babys.

## Біографія
Кіт Олсен народився в Су-Фоллс, Південна Дакота, у віці 12 років переїхав в Міннеаполіс. Деякий час грав на бас-гітарі в місцевих джазових групах. У 1964 році взяв участь у записі пісні Гейл Гарнетт англ. We'll Sing in the Sunshine Яка виграла Греммі-1965 номінації «Кращий запис етнічного або традиційного фольку». Після цього Кіт грав на бас-гітарі в групі The Music Machine А також почав продюсувати поп-альбоми в CBS Records У 1973 році Олсен заснував компанію Pogologo Productions і незабаром записав альбоми для Buckingham Nicks, Waddy Wachtel та інших виконавців. З початку 2000-х Олсен працював в Національній академії мистецтва і науки звукозапису США, де займався, в тому числі, питаннями в області інтелектуальної власності та порушення авторських прав.